# Constance Webb
Constance Webb (* 12. Juni 1918 in Fresno; † 28. März 2005 in San Francisco) war ein amerikanisches Model, Schauspielerin und Autorin.

## Leben und Werk
Constance Webbs Eltern stammten ursprünglich aus Atlanta. Sie hatte fünf Geschwister. Im Alter von 15 Jahren war sie bereits der Sozialistischen Partei Amerikas beigetreten. Sie besuchte kurzzeitig das Fresno State College und die University of California, Berkeley, wo sie Geschichte und Literatur studierte, erwarb aber keinen Abschluss. Sie brach mit der Sozialistischen Partei und trat der trotzkistischen Socialist Workers Party bei. Im Jahr 1939 traf sie den trinidadischen Autor und Kritiker C. L. R. James, mit dem sie zunächst korrespondierte.
Nachdem Mitte der 1940er Jahre ihre zweite Ehe gescheitert war, zog Webb 1944 von Kalifornien nach New York City. Hier arbeitete sie als Model, unter anderem für Salvador Dalí und Tom Kelley, und als Schauspielerin. Sie unterhielt eine Affäre mit dem Schauspieler Jack Gilford und traf James wieder. Durch James lernte sie die Schriftsteller Richard Wright, Ralph Ellison und Chester Himes kennen. Sie und James heirateten 1946. Ihr gemeinsamer Sohn C.L.R Jr., genannt Nobbie, wurde 1949 geboren.
Als James 1952 während der McCarthy-Ära verhaftet wurde und 1953 nach Großbritannien zog, blieb Webb mit Nobbie in New York. Sie bestritt ihren Lebensunterhalt, indem sie in verschiedenen Branchen als Sekretärin und Geschäftsfrau arbeitete. Ende der 1950er heiratete sie den Lehrer Edward W. Pearlstien (1928–2001). 1970 zog sie nach Los Angeles. In dieser Zeit betätigte sie sich auch als Autorin, etwa für Correspondence, die Zeitschrift der sozialistischen Johnson-Forest Tendency, auch als Johnsonites bekannt. Ihr erstes Buch, eine Biographie Richards Wrights, erschien 1968. Gemeinsam mit Pearlstien und Anette Welles gründete sie die Firma Editorial Consultants, Inc., die Geschäftsberichte erstellte. Zwischen 1973 und ihrer Pensionierung 1987 arbeitete Webb als technische Autorin für die Bechtel Power Corporation in San Francisco.
Im Ruhestand konzentrierte sich Webb auf das Schreiben. Sie gab Korrespondenz mit C.L.R. James heraus. Eine Autobiographie erschien 2003 unter dem Titel Not Without Love. Memoirs (2003). Posthum wurden die von ihr gesammelten Nobbie Stories for Children and Adults von C.L.R. James veröffentlicht.

## Schriften
- What next for Richard Wright?, [Atlanta, Ga.] 1949.
- mit Molly Ramolla: Fences. Editorial Consultants, San Francisco 1976.
- Richard Wright. A Biography. Putnam, New York 1968.
- Changing scenes. Minerva Press, London 1998, ISBN 0754100170.
- Not without love. Memoirs. Dartmouth College, Hanover, N.H. 2003, ISBN 1584653019.
- mit Anna Grimshaw (Hrsg.): Special Delivery. The Letters of C. L. R. James to Constance Webb, 1939–1948. Blackwell, Oxford 1996, ISBN 1557866279.
- mit Anna Grimshaw (Hrsg.): The Nobbie Stories for Children and Adults. Univ. of Nebraska Press, Lincoln, Neb. 2006, ISBN 9780803226081.